# Piotr Siwkiewicz
Piotr Siwkiewicz (nascut el 4 d'abril de 1962 a Varsòvia) és un actor polonès de teatre, cinema i televisió. Es va fer reconeixible gràcies als seus principals papers cinematogràfics a produccions de Radosław Piwowarski com ara Yesterday (1984), Pociąg do Hollywood (1987) i Marcowe migdały (1989).

## Biografia

### Primers anys
Va créixer a Siedlce, com a fill d'Alicja (1932-1998) i Franciszek (1929-1974) Siwkiewicz. Va créixer amb el seu germà gran Jerzy (nascut el 1953). Els anys 1969-1977 va assistir a l'escola primària núm. 6 de Siedlce. Els anys 1977-1981 va continuar els seus estudis a l'escola secundària Siedlce que porta el nom Bolesław Prus. Va actuar en el grup escolta "Chodowiacy", dirigit per la seva mare, al Festival de la Cançó Scout de 1976 a Siedlce.El 1985 es va graduar a l'Escola Superior de Teatre de Varsòvia.

### Carrera
La seva obra de diploma va ser Złe zachowanie (1984) dirigida per Andrzej Strzelecki a l'escenari del Teatre Ateneum de Varsòvia. Va debutar al cinema com Paweł Mitura, sobrenomenat "Ringo", un alumne d'una escola tècnica provincial fascinat per la música de The Beatles al melodrama Radosław Piwowarski Yesterday (1984), pel qual va guanyar un premi al Festival Internacional de Cinema de Sant Sebastià. El 1986–1987, com a becari del Conservatoire National Supérieur D'art Dramatique (CNSAD), es va quedar a París.
Piwowarski va escriure especialment per a ell el paper principal de Piotruś, que no va ser acceptat als estudis de cinema a causa del daltonisme a la comèdia Pociąg do Hollywood (1987) amb Katarzyna Figura. El 1988 va rebre el premi Zbigniew Cybulski del setmanari "Ekran". Va protagonitzar per tercera vegada la pel·lícula de Piwowarski Marcowe migdały (1989) com Marcyś Siedlecki, que es va veure obligat a abandonar Polònia a causa dels seus orígens semítics. A la comèdia d'acció de Wojciech Wójcik Zabić na końcu (1990), va interpretar el paper de Marek, un treballador de Łódź, que irromp a l'armari blindat d'un director famós (Wojciech Malajkat). Al drama d'acció de Tomasz Wiszniewski Kanalia (1990) va interpretar el personatge de Wert, un jove comandant d'una unitat de combat del PPS. Després de la crítica a París de les pel·lícules de Piwowarski, un dels agents li va oferir papers en produccions de televisió i cinema franceses, en les quals va aparèixer com a Piotr Shivak. Anys més tard, va aparèixer a moltes sèries poloneses, com ara Sfora (2002), Lokatorzy (2003), Na dobre i na złe (2007) o Usta usta (2010).

## Filmografia

### Cinema
- 1984: Yesterday com Paweł Mitura „Ringo”
- 1987: Pociąg do Hollywood com Piotruś
- 1989: Marcowe migdały com Marcyś
- 1989: Drogi braciszku (Cher frangin) com Polack
- 1990: Kanalia com Wert
- 1990: Zabić na końcu com Marek Markowski
- 1991: Obywatel świata com ksiądz Jacek
- 2002: Sfora: Bez litości com podkomisarz Połomski
- 2010: Wenecja com dr Kazimierz Zaruba
- 2012: Bejbi blues com mąż sąsiadki
- 2012: Sęp com lekarz

### Telefilms
- 1987: Do domu com Szymon Kret
- 1988: Le Mouchoir de Joseph com Viktor
- 1990: L’ami Giono: Ivan Ivanovitch Kossiakoff
- 1992: Les merisiers com Piotr
- 1992: Les Cinq Dernières Minutes
- 1994: Un Chateau en Boheme com barman

### Sèries de televisió
- 1990: L’Ami Giono: Onorato
- 1994: Novacek ( Un château en Bohème)
- 2001: Więzy krwi com Jan Bronowicz
- 2001: Une femme d’honneur (odc. Trafic de clandestins) com Constantin Virescu
- 2002: Sfora com podkomisarz Połomski
- 2003: Zaginiona com komisarz Więckowski
- 2003: Lokatorzy com komisarz Czajka
- 2003: Miodowe lata com Molke
- 2004: Camera Café com poseł Wilczyński
- 2004: Stacyjka com Benecki
- 2005: Wiedźmy com Karol i
- 2005–2007: Codzienna 2 m. 3 com Derek
- 2006: Codzienna 2 m. 3 com Derek
- 2006–2007: Pogoda na piątek com dyrektor liceum
- 2006: Fałszerze – powrót Sfory com Siwak
- 2007: Na dobre i na złe com ojciec Andżeliki
- 2007: Kryminalni com Robert Laszuk
- 2007: Ekipa com comandant de policia
- 2007: Halo Hans, czyli Nie ze mną te numery! com „Kmicic”
- 2008: Pitbull com Podleski
- 2008: Boisko bezdomnych com oficer Straży Granicznej
- 2008: Plebania com Kurek, ojciec Damiana
- 2009: Barwy szczęścia com sąsiad Władka Cieślaka i Maćka Kołodziejskiego
- 2009: Ojciec Mateusz com Zbigniew Jaglak /Andrzej Stróżyński
- 2009: Plebania com Kurek
- 2010: Barwy szczęścia com ojciec Zuzy
- 2010: Klub szalonych dziewic com Joanny
- 2010: Plebania com Kurek
- 2010: Usta usta com Grzegorz Kalwos
- 2010: 1920. Wojna i miłość
- 2011: Hotel 52 com pan Stefan
- 2012: M jak miłość com Grzegorz,
- 2013: Komisarz Alex
- 2013: Prawo Agaty
- 2013: Czas honoru
- 2014: Lekarze
- 2021: Ojciec Mateusz
- 2022: Mój agent